# Ча-ча-ча
Ча-ча-ча е латиноамерикански танц с кубински произход, разновидност на мамбо, който става популярен през 1940-те години.
Изпълнява се под съпровода на музикален стил, носещ същото име и е представен за първи път от кубинския композитор и виолонист Enrique Jorrín. Ритъмът е развит на база звученето на дансон чрез синкопиране на четвъртия удар. Едно от предположенията за произхода на името на танца е, че то е звукоподражание на инструмента гуиро и шума, издаван от движението на краката на танцьорите.

## Произход
Съвременният стил на танцуване е развит на база опита на танцовия инструктор Пиер Лавел („Мосю Лавел“). Пиер посетил Куба през 1953 година, за да изследва какви танци имали кубинците по това време. При посещението си той наблюдавал нов танц, притежаващ четвърти такт. Любопитното било, че при изпълнението на танца танцьорите не започвали на първото отброяване от такта, а на второто.
Пиер Лавел пренесъл тази идея в Англия, създавайки танца, който днес е познат под името Ча-ча-ча. – Танцът вече е бил създаден, той само го е пренесъл от Куба в Англия. Наблюденията на инструктора били добре направени за времето си – доказателства за това съществуват и днес. На първо място – във филма „Orquesta Jorrin“ има сцена с Ча-ча-ча-състезание в Куба; второ, ритъмът на известната песен на Бени Море „Santa Isabel de las Lajas“ (създадена и записана горе-долу по същото време) е ясно синкопиран точно на четвъртия си такт.

## Основен ход
Основната стъпка се нарича ([шасе]) (chasse). При танцуване се брои на „два-три-ча-ча/раз“. Танцът се играе от двойка (кавалер и дама). Характерни за танца са акцентите върху първия и третия такт. Танцува се насечено, а пръстите и възглавничките на краката създават впечатлението, че пробиват пода. Музиката е бърза и динамична.
Ча-ча-ча съчетава латиноамерикански мелодии и кубински ритми. Възниква в средата на ХХ век и бързо се разпространява в цяла Америка и Европа. При изпълнението на характерните пресечени стъпки танцьорите отброяват, произнасяйки сричките „ча-ча-ча“.
Днес ча-ча-ча се танцува в ритъм 120 удара в минута. Стъпките се правят на всеки удар, със силно движение на бедрата, колената се изправят на всеки удар. Танцът се състои от три бързи и две бавни стъпки на два и три удара.